# Stanley (Durham)
Stanley – miasto w Wielkiej Brytanii, w Anglii, w regionie North East England, w hrabstwie Durham. W 2001 r. miasto to zamieszkiwało 16 306 osób.